# توماسو نيجري
توماسو نيجري (بالإيطالية: Tommaso Negri)‏ (و. 1986  م) هو لاعب كرة الماء، من إيطاليا، ولد في جنوة، يلعب كحارس مرمى.